# Karol II de Bourbon
Karol II de Bourbon, fr. Charles II de Bourbon (ur. w 1434 w Château de Moulins, zm. 13 września 1488 w Lyonie) – trzeci syn Karola I, księcia Burbonii. Kardynał i arcybiskup Lyonu, książę Burbonii i książę Owernii (1488).

## Życiorys
Jego matką była Agnieszka Burgundzka, córka księcia Jana bez Trwogi. Jako młodszy syn swoich rodziców, już we wczesnym dzieciństwie został przeznaczony na duchownego. Dzięki wpływom swojej rodziny w wieku 10 lat został mianowany arcybiskupem Lyonu, a 18 grudnia 1476 otrzymał kapelusz kardynalski z tytułem prezbitera Santi Silvestro e Martino ai Monti. Sam nie pragnął kariery duchownego i miał nieślubną córkę. W Lyonie patronował artystom i od 1486 rozpoczął budowę Kaplicy Bourbon w tamtejszej katedrze (której budowę ostatecznie dokończył jego młodszy brat).
1 kwietnia 1488, po bezdzietnej śmierci swojego starszego brata, Karol został księciem Burbonii i Owernii. Pretensje do rodzinnych tytułów zgłosił jednak równocześnie młodszy brat Karola, żonaty z ambitną Anną de Beaujeu, księżniczką francuską. 10 kwietnia Piotr i Anna siłą przejęli rządy w Burbonii. 15 kwietnia członkowie Rady Królewskiej wysłani przez Annę zmusili Karola do zrzeczenia się władzy w zamian za odszkodowanie finansowe i tytuł barona Beaujolais. Karol zmarł jeszcze w tym samym roku w niewyjaśnionych okolicznościach, w wyniku nagłego zasłabnięcia, w swoim prywatnym domu w Lyonie. Jego krótkie rządy (1-15 kwietnia) zostały de facto potwierdzone w 1505 przez Karola de Montpensier, który zostawszy kolejnym księciem przyjął imię Karola III.

## Potomstwo
Ze swoją metresą Gabrielle Bartine, Karol miał nieślubną córkę:
- Izabelę, bastarda de Bourbon (zm. przed 4 września 1497, w Paryżu), legitymizowaną w lipcu 1491, żonę Gilberta de Chantelot, pana La Chaise.